# Mette Schjoldager
Mette Schjoldager (Viby, 21 de abril de 1977) es una deportista danesa que compitió en bádminton, en las modalidades de dobles y dobles mixto.
Participó en dos Juegos Olímpicos de Verano, obteniendo una medalla de bronce en Atenas 2004, en la prueba de dobles mixtos (junto con Jens Eriksen), y el quinto lugar en Sídney 2000, en la misma prueba.
Ganó una medalla de bronce en el Campeonato Mundial de Bádminton de 2001 y seis medallas en el Campeonato Europeo de Bádminton entre los años 2000 y 2006.

## Palmarés internacional
| Juegos Olímpicos   | Juegos Olímpicos         | Juegos Olímpicos  | Juegos Olímpicos |
| Año                | Lugar                    | Medalla           | Prueba           |
| ------------------ | ------------------------ | ----------------- | ---------------- |
| 2004               | Atenas (Grecia)          | Medalla de bronce | Dobles mixto     |
| Campeonato Mundial |                          |                   |                  |
| Año                | Lugar                    | Medalla           | Prueba           |
| 2001               | Sevilla (España)         | Medalla de bronce | Dobles mixto     |
| Campeonato Europeo |                          |                   |                  |
| Año                | Lugar                    | Medalla           | Prueba           |
| 2000               | Glasgow (Reino Unido)    | Medalla de plata  | Dobles mixto     |
| 2002               | Malmö (Suecia)           | Medalla de oro    | Dobles mixto     |
| 2002               | Malmö (Suecia)           | Medalla de plata  | Dobles           |
| 2004               | Ginebra (Suiza)          | Medalla de bronce | Dobles           |
| 2004               | Ginebra (Suiza)          | Medalla de bronce | Dobles mixto     |
| 2006               | Den Bosch (Países Bajos) | Medalla de plata  | Dobles mixto     |